# Giovanni Battista Naldini

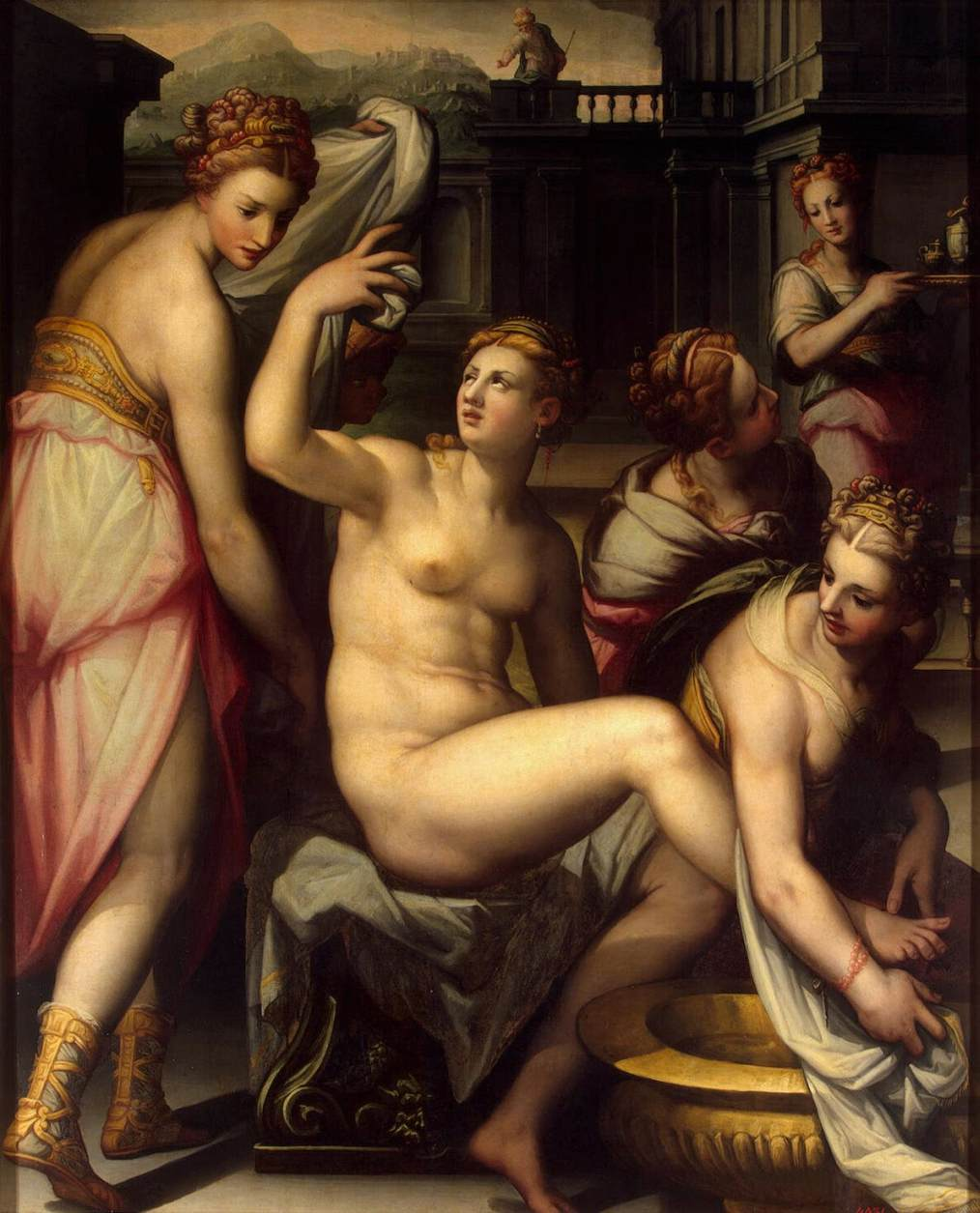
Giovanni Battista Naldini, il Bagno di Betsabea

Giovanni Battista Naldini (Firenze, 3 maggio 1535 – Firenze, 18 febbraio 1591) è stato un pittore italiano.

## Biografia
Affidato dal padre allo spedale degli Innocenti in tenera età, fu messo a bottega, grazie all'interessamento di Vincenzo Borghini (spedalingo in quegli anni), dal Pontormo, tra il 1549 e il 1557. Soggiornò a Roma dopo il 1560 e nel 1562 entrò nell'atelier di Giorgio Vasari, contribuendo alla decorazione di Palazzo Vecchio a Firenze, in particolare allo Studiolo di Francesco I, per il quale dipinse due tele. A Roma decorò la cappella di San Giovanni Battista nella chiesa della Trinità dei Monti per il fiorentino Giovanni Battista Altoviti (1580).
Come pittore di pale d'altare partecipò a quel rinnovamento della decorazione delle grandi basiliche dopo la Controriforma, decorando alcuni altari in Santa Croce e in Santa Maria Novella. Nella Cappella Salviati di San Marco creò la pala con la Vocazione di san Matteo. Nella fase più matura si avvicinò allo stile di Andrea del Sarto.
Tra i suoi allievi vi fu Francesco Curradi.